# فرانسیسکو وارلا (فیلسوف)
فرانسیسکو خاویر وارلا گارسیا (به انگلیسی: Francisco Javier Varela Garcia)، (زاده ۷ سپتامبر ۱۹۴۶ – ۲۸ مه ۲۰۰۱) زیست‌شناس، فیلسوف، متخصص سایبرنتیک و عصب‌شناس شیلیایی بود، که به همراه استاد خود هامبرتو ماتورانا، برای معرفی مفهوم بیولوژی، خودنوگری و هم‌خوانی، و همین‌طور تأسیس مؤسسه ذهن و زندگی برای ترویج گفتگو بین علم و بودیسم شناخته شده‌اند.

## زندگی و کار
وارلا در سال ۱۹۴۶، در تالکاهوانو در شیلی متولد شد، او پسر کورینا ماریا النا گارسیا تاپیا و رائول آندرس وارلا رودریگز بود. وارلا پس از اتمام دوره متوسطه در سانتیاگو (۱۹۵۱–۱۹۶۳)، مانند معلم خود هامبرتو ماتورانا، در دانشگاه کاتولیک پاپی شیلی به تحصیل پزشکی پرداخت، و در رشته زیست‌شناسی از دانشگاه شیلی فارغ‌التحصیل شد. او بعدتر در رشته زیست‌شناسی، در دانشگاه هاروارد مدرک دکتری گرفت. عنوان پایان‌نامه او که در سال ۱۹۷۰ و تحت نظارت تورستن ویزل دفاع شد «شبکیه حشرات: پردازش اطلاعات در چشم مرکب» بود.
پس از کودتای نظامی سال ۱۹۷۳ شیلی، به رهبری آگوستو پینوشه، وارلا و خانواده‌اش ۷ سال را در تبعید در ایالات متحده گذراندند، سپس دوباره به شیلی بازگشته و استاد زیست‌شناسی در دانشگاه شیلی شد.
وارلا در دهه ۱۹۷۰ با تمرین، با بودیسم تبتی آشنا شد. در سال ۱۹۸۶، در فرانسه اقامت گزید، در آن‌جا به تدریس علوم شناختی و معرفت‌شناسی در اِکول پلی‌تکنیک و بعداً علوم اعصاب در دانشگاه پاریس پرداخت. از سال ۱۹۸۸ تا زمان مرگش، به‌عنوان مدیر تحقیقات در مرکز ملی پژوهش‌های علمی فرانسهیک گروه تحقیقاتی را رهبری کرد.
در سال ۱۹۸۷، ]به همراه آر. آدام انگل، مؤسسه ذهن و زندگی را برای حمایت از یک سری گفتگو بین دانشمندان و دالایی لاما در مورد رابطه بین علم مدرن و بودیسم تأسیس کردند. مؤسسه امروز به‌عنوان مکانی برای چنین گفت‌وگوهایی، و همچنین ترویج و حمایت از تحقیقات علمی چند رشته‌ای در علوم ذهنی، پژوهش متفکرانه و عمل و زمینه‌های مرتبط علم با مراقبه و سایر اعمال متفکرانه، به ویژه شیوه‌های بودایی، به کار خود ادامه می‌دهد.
وارلا در سال ۲۰۰۱ پس از نوشتن گزارشی از پیوند کبد خود در پاریس بر اثر هپاتیت C درگذشت. او چهار فرزند داشت، یکی از فرزندان او لئونور وارلا، بازیگر، سفیر محیط زیست و مدل است.

## میراث
وارلا به‌عنوان زیست‌شناس، ریاضی‌دان و فیلسوف تحت تأثیر معلمان مختلفی چون هامبرتو ماتورانا و تورستن ویزل آموزش دید. او تعدادی کتاب، و مقالات متعددی در زمینه زیست‌شناسی، عصب‌شناسی، علوم شناختی، ریاضیات و فلسفه نوشت و ویرایش کرد. به همراه چند تن دیگر «مؤسسه انتگرال» را تأسیس کرد که اندیشکده‌ای را به بارورسازی ایده‌ها و رشته‌ها اختصاص داده بود.
وارلا از فلسفه تجسم‌یافته حمایت می‌کند و شناخت و آگاهی انسان را برحسب ساختارهای فعالی که در آن پدید می‌آیند می‌نگرد. این ساختارها شامل بدن (به‌عنوان یک سیستم بیولوژیکی و به‌عنوان تجربه شخصی) و دنیای فیزیکی است که آن را به‌وجودمی آورد.
کار وارلا در حوزه علوم اعصاب مفهوم نوروپینومنولوژی را رایج کرد. این مفهوم پدیدارشناسی ادموند هوسرل و موریس مرلوپونتی را با «علم اول شخص» ترکیب کرد. نوروفینومنولوژی ناظران را ملزم می‌کند که تجربه آگاهانه خود را با استفاده از روش‌های علمی قابل‌تأیید بررسی کنند.
در کتاب محبوب سال ۱۹۹۶ «شبکه زندگی: درک علمی جدید از سیستم‌های زنده»، فیزیک‌دان فریجوف کاپرا به تئوری خودنوگری وارلا و ماتورانا به‌عنوان بخشی از یک رویکرد علمی جدید و مبتنی بر تفکر سیستمی برای توصیف پدیده‌های زیستی، فیزیکی، اجتماعی و فرهنگی و روابط متقابل و وابستگی متقابل روان‌شناختی اشاره می‌کند. شبکه زندگی که برای مخاطبان عام نوشته شده بود به محبوبیت آثار وارلا و ماتورانا و همچنین آثار ایلیا پریگوگین و گرگوری بیتسون کمک کرد.
کتاب «ذهن تجسم یافته: علم شناختی و تجربه انسانی» وارلا در سال ۱۹۹۱، که با همکاری ایوان تامپسون و الئانر روش تألیف شده‌است، کتابی کلاسیک در زمینه علوم شناختی به‌شمار می‌رود، که ارتباطات پدیدارشناختی پیش‌گامانه‌ای را ارائه می‌کند، و رویکرد کنش‌گر و کنش‌گرای آگاه از بودیسم را معرفی می‌کند. نسخه اصلاح‌شده ذهن تجسم یافته در سال ۲۰۱۷ منتشر شد، که شامل مقدمه‌ای از نویسندگان بازمانده و همچنین مقدمه‌ای از جان کابات زین است.

## آثار
وارلا کتاب‌ها و مقالات متعددی نوشت:

### کتاب‌ها
- ۱۹۷۹. «اصول خودمختاری بیولوژیکی». هلند شمالی.
- ۱۹۸۰ (با هامبرتو ماتورانا). «خودنوگری و شناخت: تحقق زندگان». بوستون: ریدل.
- ۱۹۸۷ (برگرد ۱۹۹۲، ۱۹۹۸) (با ماتورانا). «درخت دانش: ریشه‌های بیولوژیکی درک انسان». بوستون: چاپ شامبالا. شابک ‎۹۷۸–۰۸۷۷۷۳۶۴۲۴.
- ۱۹۸۸ «گرایش‌ها و دیدگاه‌ها» (Connaître: Les Sciences Cognitives). ویرایش سویل، پاریس.
- ۱۹۹۱ (برگردان ۲۰۱۷) (با ایوان تامپسون و الئانر روش). «ذهن تجسم‌یافته: علم شناختی و تجربه انسانی». انتشارات ام‌آی‌تی. شابک ‎۹۷۸-۰-۲۶۲-۷۲۰۲۱-۲.
- ۱۹۹۲ (با پی. بورگین، ویرایش). «به‌سوی تمرین سیستم‌های خودمختار: اولین کنفرانس اروپایی در مورد حیات مصنوعی». انتشارات ام‌آی‌تی.
- ۱۹۹۲ (با جی. هیوارد، ویرایش). «پل‌های مهربان: گفتگوهای بین علوم شناختی و سنت بودایی». بوستون: چاپ شامبالا. [تجدید چاپ، ۲۰۱۴، به‌عنوان پل‌های مهربان: گفتگو با دالایی‌لاما در مورد علوم ذهن.]
- ۱۹۹۳ (با دبلیو. اشتاین، ویرایش). «تفکر دربارهٔ زیست‌شناسی: درآمدی بر زیست‌شناسی نظری». ادیسون-وسلی، سری SFI در مورد پیچیدگی. [تجدید چاپ، ۲۰۱۸، به‌عنوان تفکر درباره زیست‌شناسی: دعوت به زیست‌شناسی نظری کنونی ، انتشارات سی‌آرسی.]
- ۱۹۹۷ (ویرایش). «خواب، رؤیا و مردن: کاوشی در آگاهی با دالایی لاما». بوستون: ویزدام بوکس.
- ۱۹۹۹. «دانش اخلاقی: عمل، خرد و شناخت». انتشارات دانشگاه استنفورد.
- ۱۹۹۹ (با جی. شر، ویرایش). «دیدگاه از درون: روش‌های اول‌شخص در مطالعه آگاهی». لندن: ایمپرینت آکادمیک.
- ۱۹۹۹ (با جی. پتیو، بی. پاچو، و جی.ام. روی، اد). «پدیده‌شناسی طبیعی‌سازی: مسائل معاصر در پدیدارشناسی و علوم شناختی». انتشارات دانشگاه استنفورد.

### مقالات قابل‌توجه
۲۰۰۲ (با آ. وبر). «زندگی پس از کانت: اهداف طبیعی و مبانی اتوپوئیتیک فردیت زیستی». پدیدارشناسی و علوم شناختی I: ۹۷-۱۲۵، ۲۰۰۲.

## برای مطالعه بیش‌تر
- سارات ماهاراج و فرانسیسکو وارلا در گفتگو: «آهامکارا». در: فلوریان دامبویس، اوته متا بائر، کلودیا ماریس و مایکل شواب، ویراستاران. خانه پرنده فکری: تمرین هنری به‌مثابه پژوهش. لندن: کونیگ، ۲۰۱۱. شابک ‎۹۷۸-۳-۸۶۳۳۵-۱۱۸-۲.